# Tteok

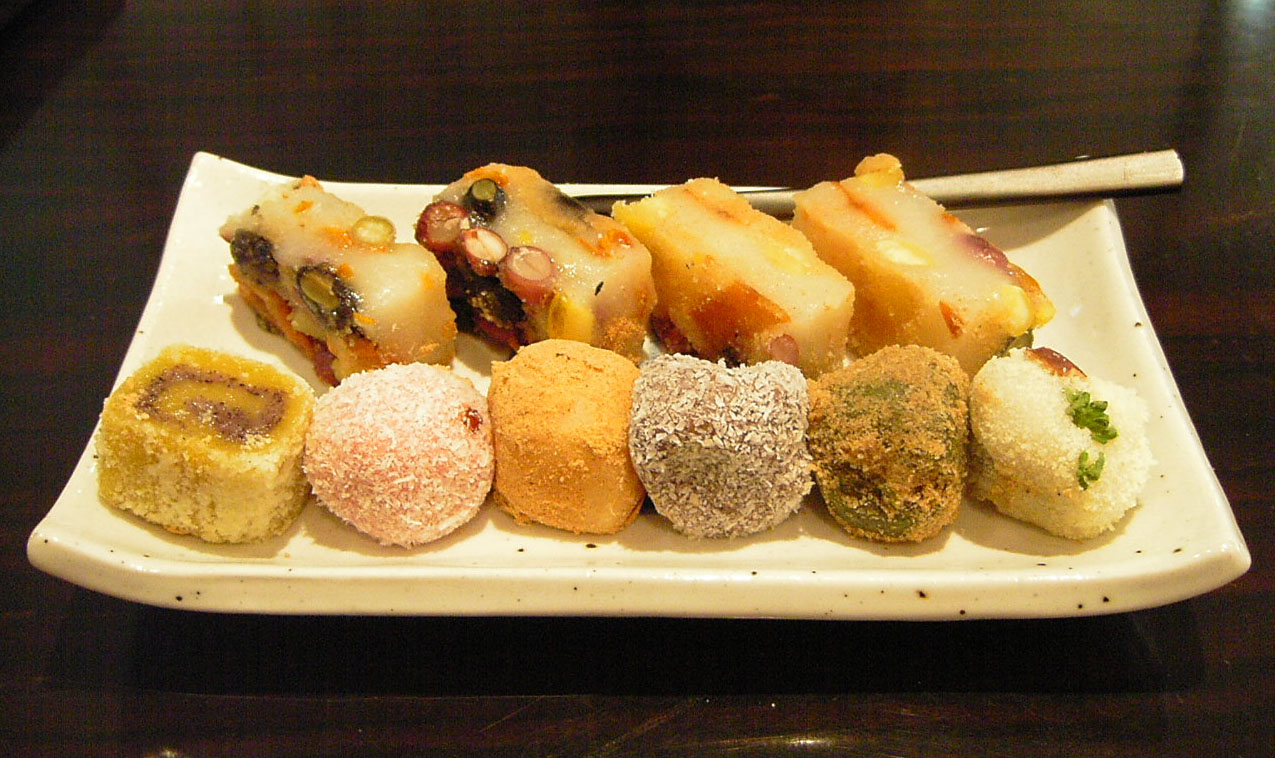
Olika sorters tteok

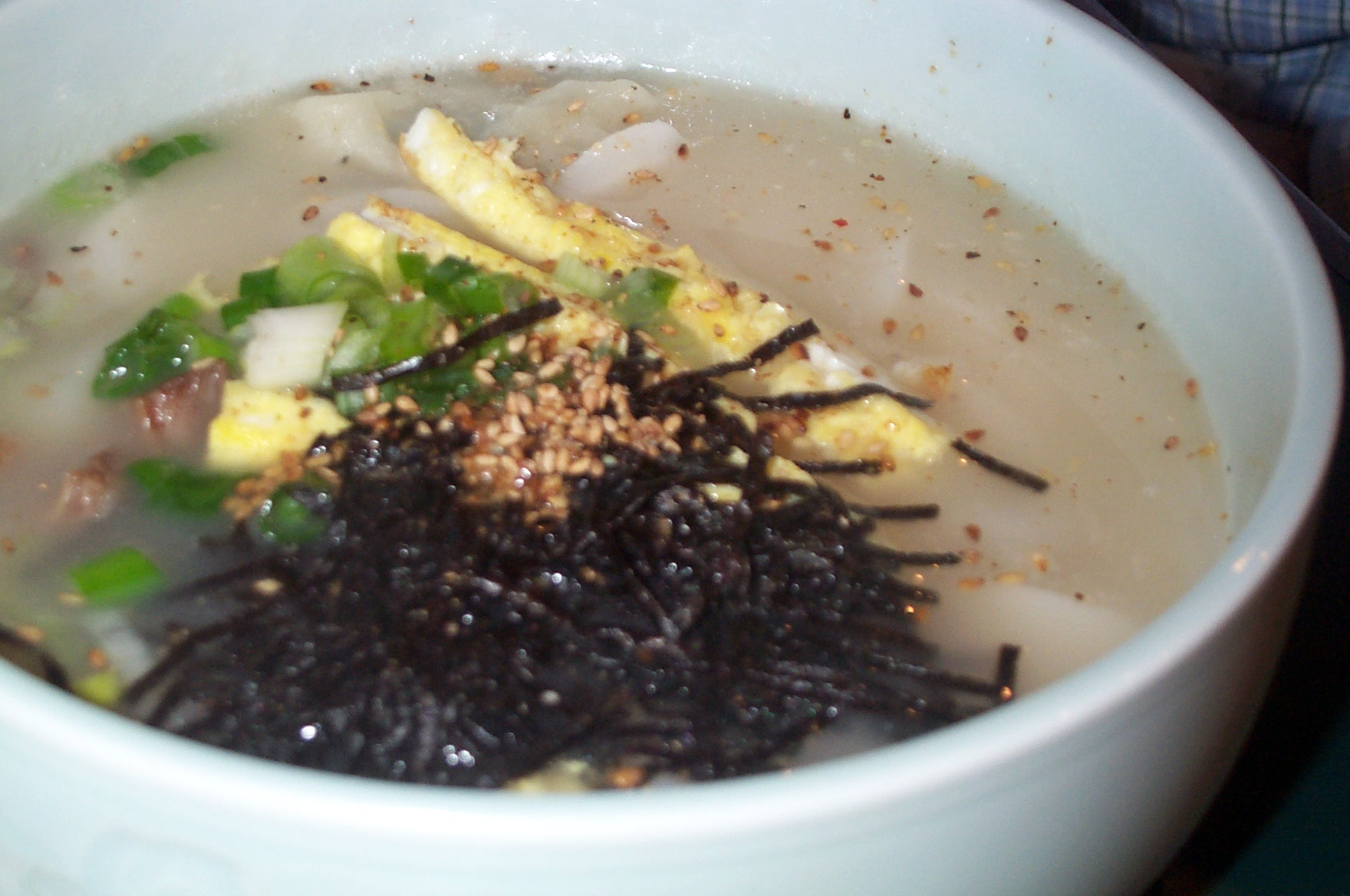
Tteokguk, en maträtt gjord med tteok

Tteok (även ddeock, duk, dduk, ddeog eller thuck) är en sorts traditionella koreanska ångkokta bitar av en sorts kakor baserade på mjöl av klibbris.
Tteok förekommer i hundratals variationer, och vissa av dessa äts traditionellt vid vissa högtider som nyår och födelsedagar.